# Geoffrey Dernis
Geoffrey Dernis (Grande-Synthe, 24 dicembre 1980) è un ex calciatore francese, di ruolo centrocampista.

## Palmarès

### Club

#### Competizioni nazionali
- Campionato francese: 1

Montpellier: 2011-2012